# Rudolf Timm
Rudolf Heinrich Eggert Timm (* 17. Januar 1901 in Alveslohe; † 23/24. Januar 1934 im Polizeigefängnis Neumünster) war ein deutscher politischer Funktionär (KPD) und NS-Opfer.

## Leben und Wirken

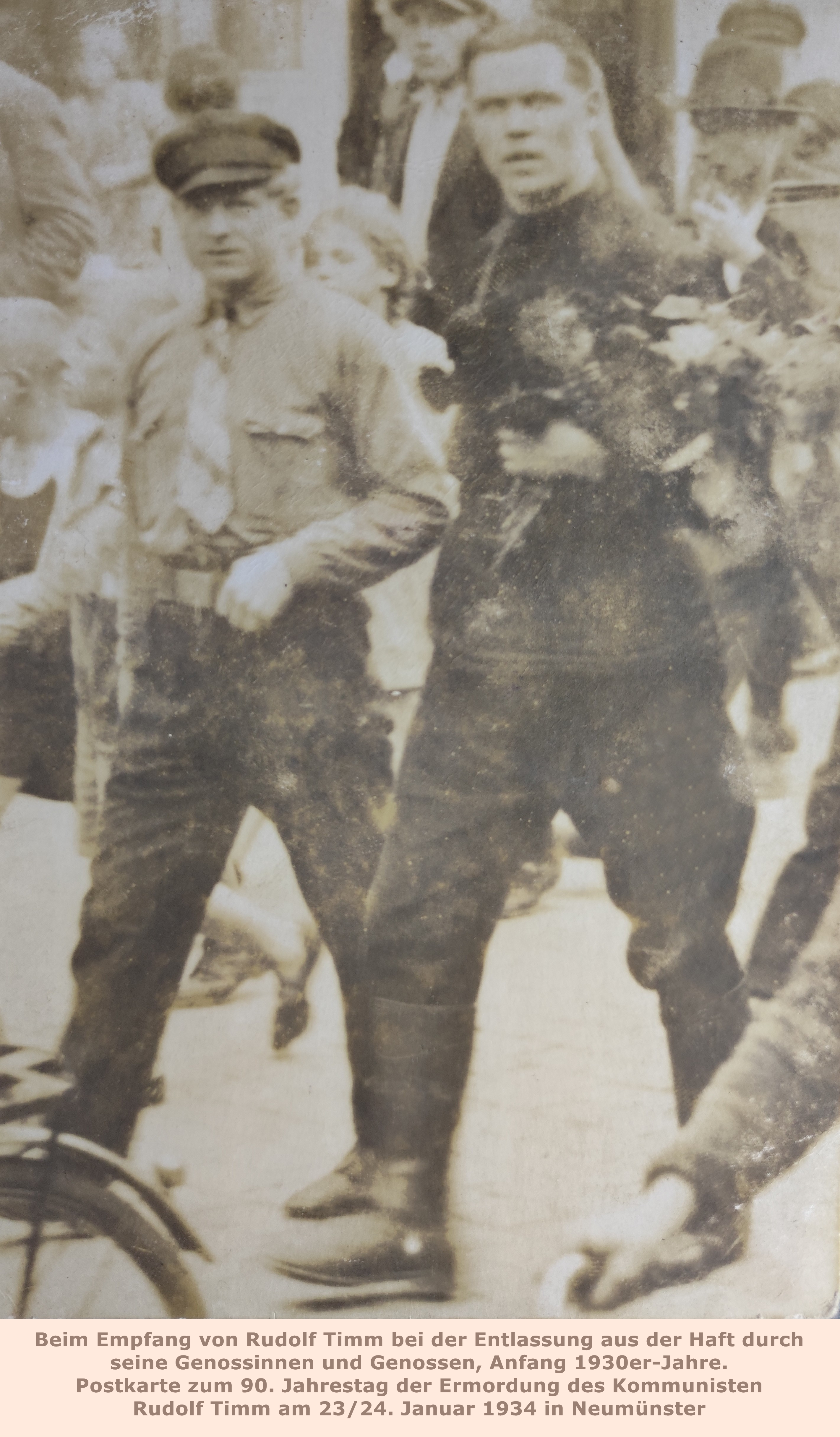
Rudolf Timm bei der Haftentlassung Anfang 1930er-Jahre, mit Blumenstrauß

Rudolf Timm trat in den 1920er Jahren in die KPD ein, für die er sich an seinem Wohnort Neumünster aktiv einsetzte. Walter A. Schmidt bezeichnet ihn als „von den Nazis wütend gehasste Spitzenfunktionär der KPD in Neumünster“. In der Schlussphase der Weimarer Republik wurde er zweimal wegen Landfriedensbruches zu Haftstrafen verurteilt und einmal von politischen Gegnern mit Schusswaffen verletzt.
Nach dem Machtantritt der Nationalsozialisten wurde Timm für kurze Zeit in Schutzhaft genommen. Nach seiner Freilassung siedelte er nach Koblenz über.
Anfang Januar 1934 erhielt Timm eine Aufforderung der Polizei, nach Neumünster zurückzukehren. Schon bei seiner Ankunft am Bahnhof wurde er verhaftet. Er wurde in das Polizeigefängnis im Haart eingeliefert. Timm sollte am 24. Januar 1934 in ein Konzentrationslager im Emsland verlegt werden. In der Nacht vom 23. zum 24. Januar 1934 verschafften sich Angehörige der SS  Zugang zu seiner Zelle. Timm wurde in seiner Zelle erhängt, wobei die Tat nach außen als Suizid getarnt wurde: Diese Todesursache wurde in entsprechenden Zeitungsmeldungen angegeben und auch in seinen offiziellen Totenschein eingetragen. In ähnlicher Weise wurde im Februar 1934 der Mord an Christian Heuck vertuscht.
Nach dem Zweiten Weltkrieg kam es zu Ermittlungen und schließlich zu einem Prozess vor dem Landgericht Kiel wegen der Ermordung Timms: Diese ergaben, dass der SS-Sturmbannführer Hinrich Möller, der 1934 als kommissarischer Leiter der Kommunalen Polizei und der Schutzpolizei Neumünster fungierte, im Januar 1934 von einem höheren SS-Führer den von Heinrich Himmler unterschriebenen Befehl zur Tötung Timms und Heucks erhalten hatte. Nach Erhalt des Befehls suchte Möller eine Handvoll Angehörige seines SS-Sturmbanns Neumünster aus, die ihn bei der Durchführung des Befehls helfen sollten. Die Namen der Männer wollte er bei den Ermittlungen nicht nennen und behauptete, dass sie alle im Krieg umgekommen seien. Möller wurde wegen der Morde an Heuck und Timm vom Landgericht Kiel zum Tode verurteilt. Die Strafe wurde 1948 in lebenslängliche Haft umgewandelt.

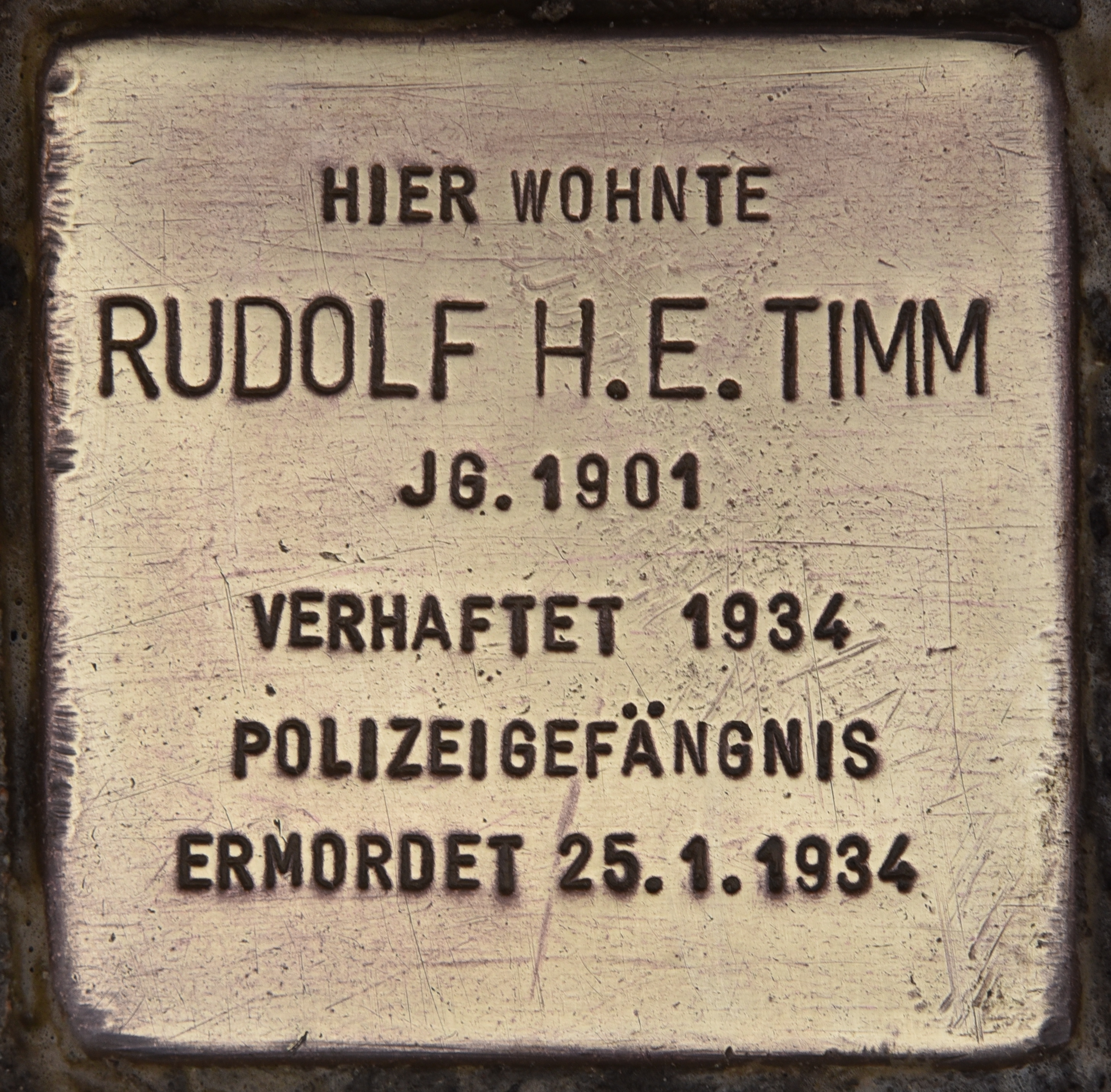
Stolperstein für Rudolf Timm in Neumünster

Vor dem Haus Carlstraße 23 in Neumünster, in dem Timm um 1932 lebte, wurde ein Stolperstein verlegt.